# Standardna baza
Standardna baza (tudi naravna baza ali redkeje kànonska baza) je v matematiki za evklidski prostor sestavljena iz enotskih vektorjev, ki imajo smer osi kartezičnega koordinatnega sistema. 
Standardna baza je definirana kot skupina ortogonalnih enotskih vektorjev, ki tvorijo urejeno ortonormalno bazo. Ni pa vedno ortonormalna baza tudi standardna baza. Zgled: naslednja dva vektorja sta ortogonalna enotska vektorja:
{\displaystyle e_{1}=\left({{\sqrt {3}} \over 2},{1 \over 2}\right)\!\,,}
{\displaystyle e_{2}=\left({1 \over 2},{-{\sqrt {3}} \over 2}\right)\!\,,}
vendar po definiciji ne tvorita standardne baze.
Standardna baza v trirazsežnem prostoru so vektorji:
{\displaystyle \mathbf {e} _{x}=(1,0,0),\quad \mathbf {e} _{y}=(0,1,0),\quad \mathbf {e} _{z}=(0,0,1)\!\,,}
kjer:
- {\displaystyle \mathbf {e} _{x}\,} kaže v smeri x osi
- {\displaystyle \mathbf {e} _{y}\,} kaže v smeri y osi
- {\displaystyle \mathbf {e} _{z}\,} kaže v smeri z osi

Vektorji, ki sestavljajo bazo, se imenujejo bazni vektorji.
Uporabljajo se še druge oznake kot so na primer: {\displaystyle {\big \{}\mathbf {e} _{1},\mathbf {e} _{2},\mathbf {e} _{3}{\big \}}\,}, {\displaystyle {\big \{}{\vec {i}},{\vec {j}},{\vec {k}}{\big \}}\,} ali s posebno oznako, ki pomeni enotski vektor {\displaystyle {\big \{}{\hat {i}},{\hat {j}},{\hat {k}},{\big \}}\,}. Bazni vektorji se lahko zapišejo tudi kot:
{\displaystyle {\vec {i}}={\vec {e}}_{1}={\begin{pmatrix}1\\0\\0\end{pmatrix}},\quad {\vec {j}}={\vec {e}}_{2}={\begin{pmatrix}0\\1\\0\end{pmatrix}},\quad {\vec {k}}={\vec {e}}_{3}={\begin{pmatrix}0\\0\\1\end{pmatrix}}\!\,.}
Poljuben vektor se lahko prikaže kot linearno kombinacijo baznih vektorjev. Zgled: vektor {\displaystyle {\vec {v}}\,} se lahko zapiše kot:
{\displaystyle v_{x}\,\mathbf {e} _{x}+v_{y}\,\mathbf {e} _{y}+v_{z}\,\mathbf {e} _{z}\!\,,}
kjer so:
- {\displaystyle v_{x},v_{y},v_{z}\,} skalarne komponente vektorja {\displaystyle {\vec {v}}\,}
- {\displaystyle e_{x},e_{y},e_{z}\,} bazni vektorji

V n-razsežnem evklidskem prostoru je n standardnih baznih vektorjev:
{\displaystyle \{\mathbf {e} _{i}:1\leq i\leq n\}\!\,,}
kjer je:
- {\displaystyle n\,} število razsežnosti
- {\displaystyle e_{i}\,} vektor, ki ima dolžino 1 na i-ti koordinati in dolžino 0 na vseh drugih koordinatah. To se lahko zapiše kot:

{\displaystyle {\begin{matrix}e_{1}&=&(1,0,0,\ldots ,0),\\e_{2}&=&(0,1,0,\ldots ,0),\\&\vdots &\\e_{n}&=&(0,0,0,\ldots ,1)\end{matrix}}}